# Polygala monodonta
Polygala monodonta är en jungfrulinsväxtart som beskrevs av Chod.. Polygala monodonta ingår i släktet jungfrulinssläktet, och familjen jungfrulinsväxter. Inga underarter finns listade i Catalogue of Life.